# Văn phong
Văn phong (tiếng Anh: writing style) theo nghĩa rộng là lề thói viết văn, mang tính chất trung tính, mở rộng ra là lối viết hay phong cách viết. Có thể nói tới một “văn phong luộm thuộm” hoặc “văn phong chặt chẽ, súc tích”, “văn phong bóng bẩy” hoặc “chỉnh đốn văn phong”.
Nghĩa hẹp là phong độ viết văn, chỉ một cách thức viết văn thể hiện được tác phong của con người. Chẳng hạn nói: Cố gắng học tập văn phong của Chủ tịch Hồ Chí Minh. Với ý nghĩa này, văn phong có khác với bút pháp và phong cách.